# Svatove
Svatove (Oekraïens: Сватове) is een stad in de oblast Loehansk in het oosten van Oekraïne. Het dient als het administratieve centrum van rajon Svatove en had in 2021 een inwonersaantal van 16.420.

## Ligging
Twintig kilometer ten westen van de stad ligt de grens met de Oblast Charkov. Verder naar het westen ligt het stuwmeer van de rivier de Oskol, op 35 kilometer. Verder weg liggen zuidwestelijk en zuidelijk de plaatsen Izjoem en Lyman, die bekend werden door de Oorlog in Oost-Oekraïne. In het het zuidoosten liggen op ruim 40 kilometer de industriestad Sjevjerodonetsk en op ruim 120 kilometer Loehansk, de hoofdstad van de oblast. 
De grens met Rusland ligt in het noorden op ruim 50 en in het oosten op ruim 70 kilometer.

## Geschiedenis
Na de proclamatie van de separatistische volksrepubliek Loegansk, op 27 april 2014, werd de oblast Loehansk het strijdtoneel van de Oorlog in Oost-Oekraïne. Svatove bleef onder controle van de Oekraïense regering. De stad boycotte het referendum over de onafhankelijkheid van de zelfverklaarde volksrepubliek Loegansk op 11 mei 2014.
Op 29 en 30 oktober 2015 werden twee doden en acht gewonden gemeld door explosies bij een brand in het munitiedepot in Svatove.
Tijdens de Russische invasie van Oekraïne werd Svatove op 6 maart 2022 bezet door separatistische en Russische troepen. Na een groot Oekraïens tegenoffensief in Noordoost-Oekraïne, begin september 2022, konden Oekraïense troepen zich begin oktober bij Borova handhaven ten oosten van de Oskol. Na een verdere opmars werd de noord-zuidas van Troits'ke over Svatove naar Kreminna rond 13 oktober de nieuwe frontlijn in het noordoosten van Oekraïne.